# Škoda Favorit (1988)
A Škoda Favorit egy kiskategóriás autó, melyet a Škoda Auto gyártott 1988 és 1995 között. Ez volt a Škoda első modellje, mely követte az európai trendet abban a tekintetben, hogy a motor előre került, keresztben helyezték el a motortérben. Szintén a Favorit volt a gyár első fronthajtásos autója. A kocsit 1987 júliusában mutatták be a brnói műszaki kiállításon. Csakúgy, mint a Škoda modernkori kínálatában megjelent modellek nagy része, a Favorit is a gyár egy korábbi autójáról kapta a nevét. Az eredeti Favorit egy luxusfelszereltségű felsőkategóriás autó volt, melyet 1936 és 1941 között gyártottak.

## Modelltörténet
A Favorit (gyári kódszám: 781) az öregedő, farmotoros és hátsókerék-meghajtású Škoda 105-öt és 120-at váltotta le a Škoda kínálatában. A Bertone csoport által tervezett autó az akkori kornak megfelelő, modernebb ferde hátú karosszériát kapott és a motor, valamint a hajtás is előre került. A tervezés és a piacra kerülés között hosszú idő telt el. 1982-ben a Škoda akkori tulajdonosa, a Csehszlovák Kommunista Párt felkérte a Bertonét egy új, elsőkerék-meghajtású autó megtervezésére. A tervezési folyamat valójában csak 1983-ban kezdődött el. A csehszlovák kormány illetékesei és Nuccio Bertone dizájner közti viták miatt az első kész tervek csak 1985 közepére készültek el és a kocsi csak 1987 nyarán került bemutatásra a nagyközönség előtt. Ezek közül a viták közül az egyik leghangosabbat egy négyajtós szedán változat váltotta ki, melynek a tervei teljesen elkészültek és prototípusokat is gyártottak belőle, de a sorozatgyártását soha nem engedélyezték. Később az MTX autógyár, mely hivatalos kapcsolatban állt a Škodával, készített ugyan a Favoriton alapuló szedánt – sőt, kabriót is -, mely piacra került, de a Škoda soha nem gyártott nagyüzemben és nem hozott forgalomba ilyen változatot.
A Favorit rövid időn belül Közép-Európa egyik legnépszerűbb kiskategóriás autója lett és exportáltak belőle még többek között Argentínába, Chilébe, Kolumbiába, Ecuadorba, Peruba, Izraelbe, Lengyelországba, Oroszországba és Törökországba is.
1994-ben a Škoda Felicia váltotta le a Favoritot, melyet a Škoda már jelenlegi tulajdonosával, a Volkswagen-csoporttal együttműködve fejlesztett ki. A Favorit gyártása 1994-ben, a Forman és a Pick-up 1995-ben fejeződött be végleg.
A kocsit talán a Volkswagen Polo második generációjához lehet hasonlítani, mivel mindkettőnek tágas motortere volt a könnyebb szerelhetőség és a jobb hozzáférhetőség érdekében, és a Favorit injektoros változataiba is ugyanaz a Bosch motorvezérlő egység került, mint a Polóba. A Favorit legtöbb alkatrésze kompatibilis volt a kor többi kelet-európai autójával. Dizájnjánál és technikai megoldásainál is az egyszerűségre, a praktikusságra és a funkcionalitásra fókuszáltak a mérnökök. Az akkori nyugat-európai modellekhez viszonyítva a Favorit valóban sokkal egyszerűbb, kezdetlegesebb felszereléseket tartalmazott, aminek köszönhetően jóval olcsóbban fenntartható volt.

## Karosszériaváltozatok

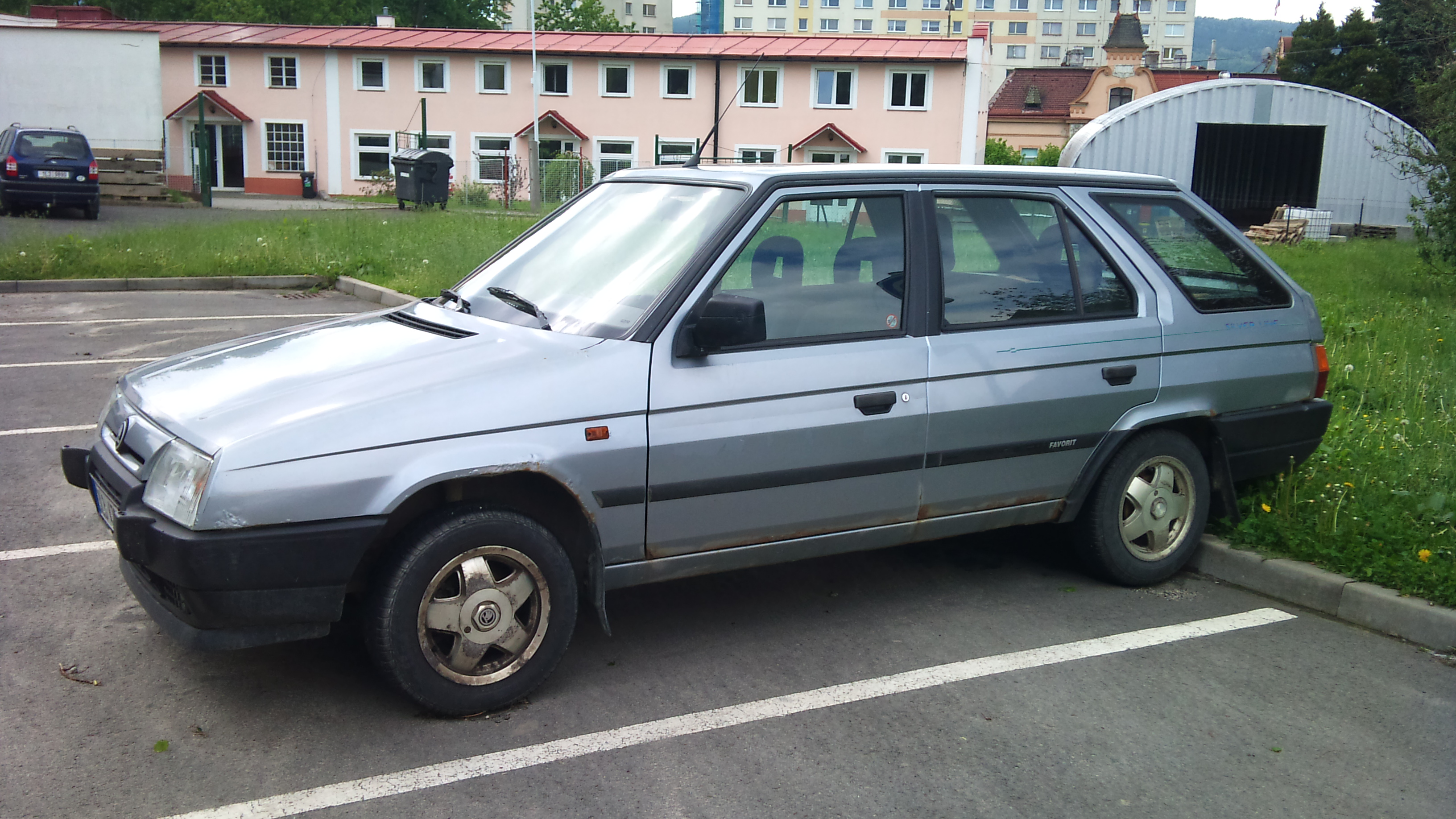
Škoda Forman

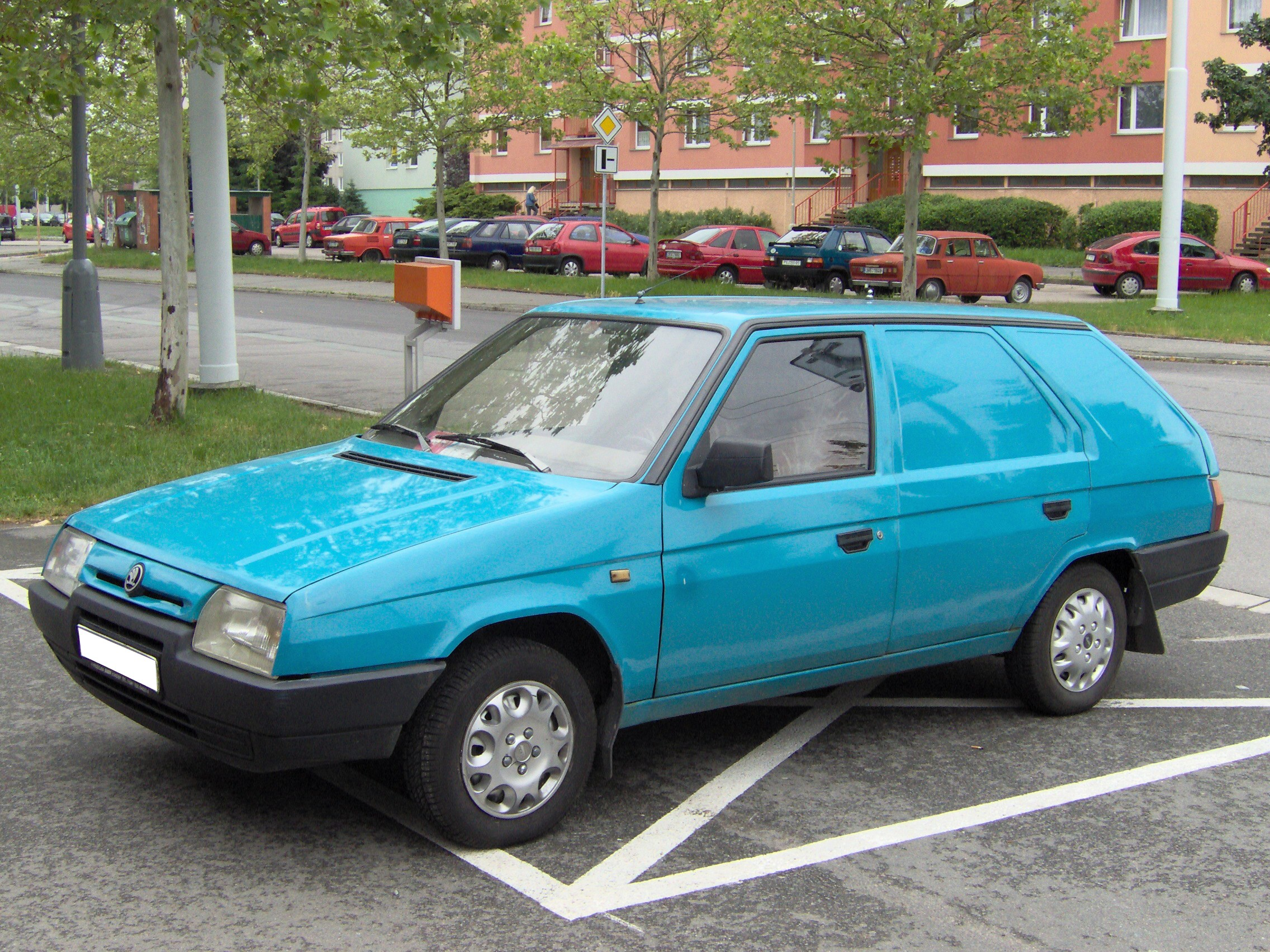
Škoda Forman Praktik

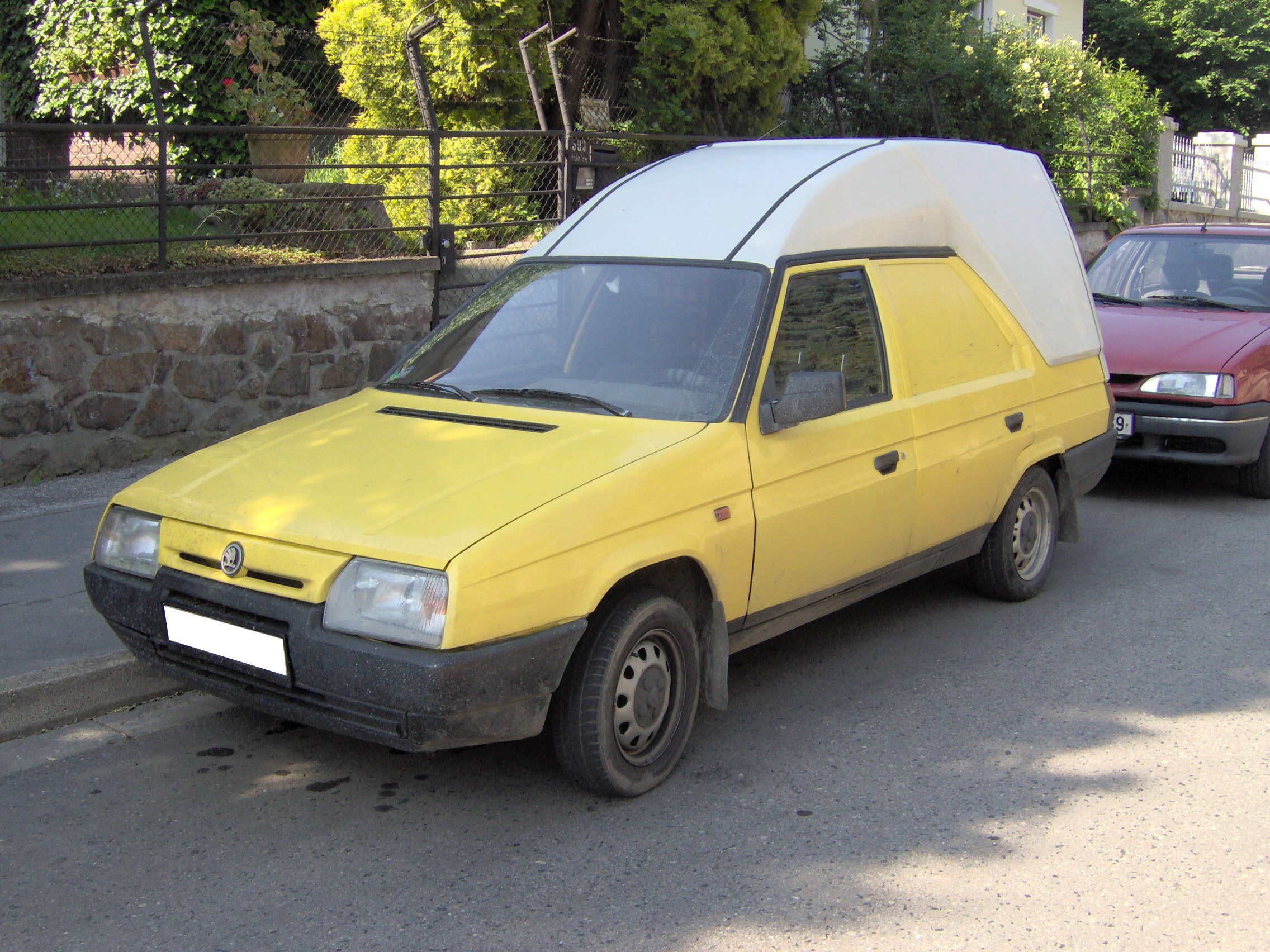
Škoda Forman Plus

A hagyományos Favorit ötajtós, ötszemélyes ferde hátú autó volt, mely lágyacélból, az autóiparban ma már mindennaposnak számító önhordó karosszériával készült.
A kocsi ötajtós kombi változata a Škoda Forman (gyári kódszám: 785) nevet kapta és 1990-ben jelent meg a piacon. Az Egyesült Királyság területén az autó Škoda Favorit Estate néven volt kapható és csak 1991 júniusában jelent meg, két évvel a ferde hátú Favorit bevezetése után. A "Forman" név az angol "wagoner" (fuvaros, szállító) szó csehre fordításából ered. Gyakori tévhit, hogy a név valamilyen módon a híres cseh filmrendezőre, Miloš Formanra utal. A Forman egyszerűen a Favorit csomagterének megnyújtásával jött létre, a hátfal, a lámpák és a csomagtérajtó is azonos volt. A Formanból két fajta áruszállító kivitel is készült, az egyik a Forman Praktik a hátsó utastér csomagtérré cserélésével, valamint a hátsó ajtók és a csomagtér ablakainak lelemezelésével vált áruszállítóvá, a másik a Forman Plus pedig ennek magasított műanyagtetővel felszerelt változata volt, értelemszerűen módosított, magasabb csomagtérajtóval. Az ablaktalan hátsó ajtókkal megoldott volt a raktér oldalsó elérhetősége, bár kialakításuk és nyitásuk azonos volt az utasajtókéval.
Egy kétajtós, kétüléses változat is megjelent 1991-ben Škoda Pick-up (gyári kódszám: 787) néven, mely dobozos kisáruszállítóként és platós pick-upként is használható volt.
Prototípusok szintjén készült limuzin, kúpé és kabrió változat is, de ezek nem kerültek sorozatgyártásba.
Miután 1991-ben a Volkswagen-csoport felvásárolta a Škodát, modernebb eszközök és alkatrészek váltak elérhetővé a gyár számára, így a Favoritnak is megjelentek üzemanyag-befecskendezéses (injektoros), katalizátoros változatai. Ezek Li, GLi és GLXi utónévvel kerültek a piacra. Az autó több kozmetikai változáson is átesett, szebb, kevésbé feltűnő ajtózsanérok kerültek bele, valamint az ülések, a belső tér egyes elemei, a műszerfal és a hangrendszer is a Volkswagentől érkeztek. A német közreműködésnek köszönhetően a kocsi könnyebben vezethetővé és irányíthatóvá, valamint biztonságosabbá is vált. Ez utóbbi fejlődés az új ajtómerevítőknek és a jármű elején eszközölt átalakításoknak volt köszönhető.

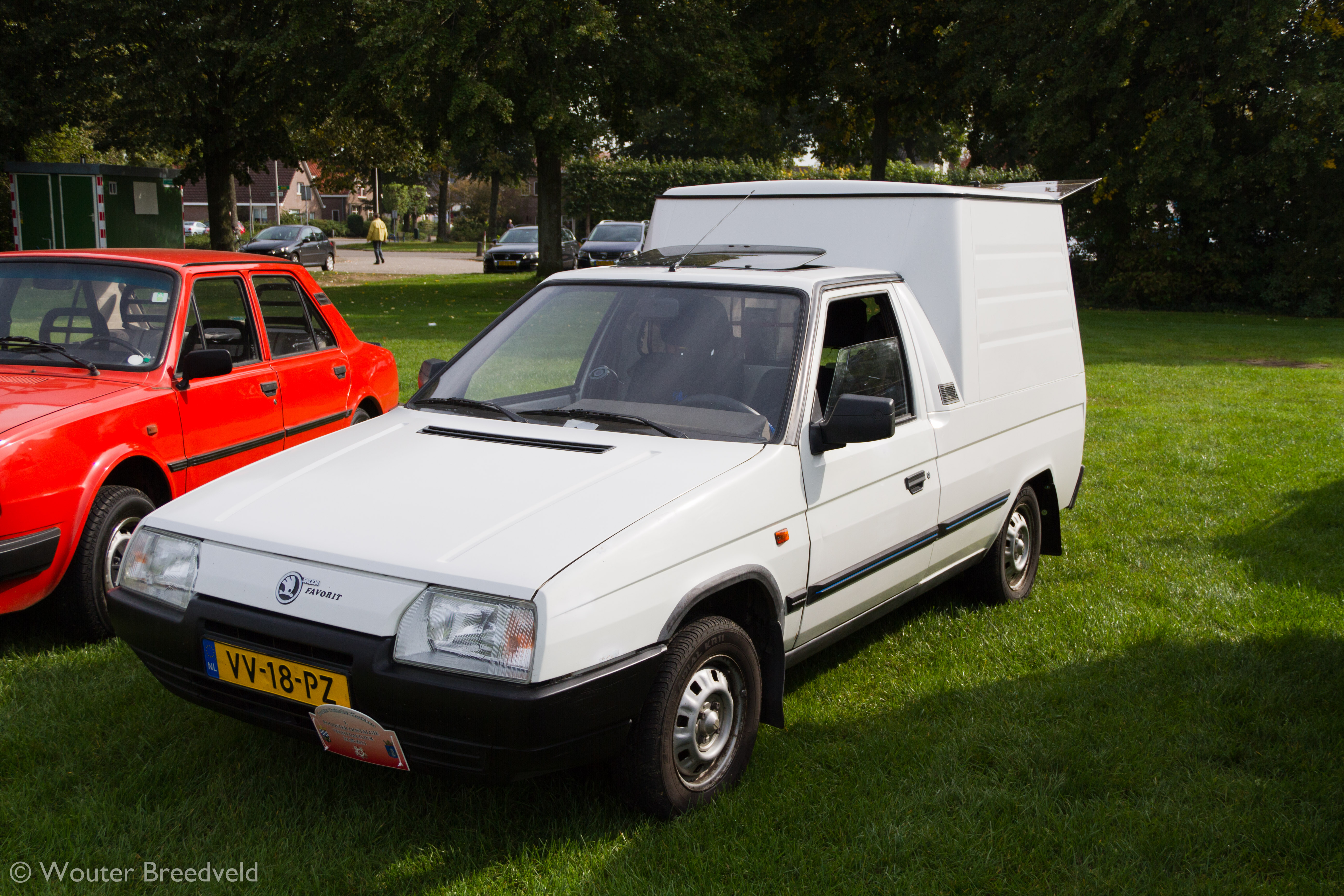
Škoda Pick-up

1993-ban egy újabb sor modernizáción esett át a Favorit, ami magában foglalta a motor egyes mechanikus és elektronikus elemeinek megújítását, a karosszéria frissítését és nagyobb lökhárítók felszerelését is.
A ferde hátú változat csomagtere 251 literes volt, a hátsóülések lehajtása nélkül. Ezek ledöntésével a csomagtér 1038 literesre volt növelhető. Ha valakinek ennél is nagyobb helyre volt szüksége, a hátsóülések kivevésével juthatott nagyobb helyhez.
A Favoritnak voltak különböző, speciális felszereltséggel, limitált darabszámban készülő változatai is. A "Black Line" elnevezésű modellek kizárólag fekete fényezéssel készültek és felfelé nyíló napfénytető, a Hella által gyártott színtelen indexburájú hátsó lámpa és fényszórómosó, színezett üveg, központi zár, fordulatszámmérő, a középkonzolon elhelyezett digitális óra, időszakos működésű ablaktörlő, bőrborítású kormány és váltógomb, valamint egy négyhangszórós Blaupunkt hi-fi járt hozzájuk, 13 colos Ronal F-szériájú könnyűfém felnikkel. A "Silver Line" is hasonló volt, azzal a különbséggel, hogy az ebben a felszereltségi csomagban készülő autók mint ezüst metál színűek voltak, fekete borítással a hátsó ajtó ablaka körül a B-oszlopon. Mindkét felszereltségi csomag elérhető volt a ferde hátú és a kombi, valamint a karburátoros és injektoros motorral szerelt változatok esetében is. A "Solitaire" felszereltségű kocsikból nagyon kevés készült, ezekben minden extra benne volt a Black és Silver Line esetében felsoroltakból, de járt még hozzájuk gyári riasztórendszer, a hátsó ajtóra szerelt légterelő és elektromos első ablakemelő is. Az ebben a felszereltségi csomagban készülő autók mindegyikében injektoros motor volt.

## Hajtáslánc
A Favorit összes karosszériaváltozatához ugyanúgy belső égésű, 1289 cm³-es soros négyhengeres, négyütemű, folyadékhűtéses, felülszelepelt benzinmotor járt. Ez a Škoda 1000MB  988 cm³-es motorjának alumínium hengerfejjel szerelt, korszerűsített változata volt. A Favorit motorja 62 lóerő (46 kW) leadására volt képes 5000-es fordulatszámon. Ezeket Pierburg 2E-E Ecotronic egytorkú vagy Pierburg Ecotronic kéttorkú karburátorral szerelték. A korábbi, 1 literes motor égésterének átalakításában a brit Ricardo cég, míg a motorfelfüggesztés megtervezésében a Porsche Engineering segédkezett. A motor az évek során több átalakításon is átesett, eleinte főleg a károsanyag-kibocsátás szabályozása miatt változtattak rajta, így például két különbözőféle katalizátorral is szerelték az autót. Később elkészültek az  egypontos befecskendezésű injektoros változatok is, melyekbe Bosch Mono-Motronic motorvezérlő egység került. Ezek a változtatások csak kis hatással voltak a kocsi teljesítményére és nyomatékára. A motor vezérműláncát a gyár előírása szerint 60 ezer km-enként cserélni kellett, de akár több mint 200 ezer km-t is kibírtak. A lánc viszonylag rövid volt, ezért nem volt feszítője.
Ennek a motornak a BMM és MPI injektoros változatát használták a Škoda Feliciában is. Az 1,4 MPI 2003-ig a Škoda Fabia és a Škoda Octavia egyes változataiba is bekerült. A motor 1 literes verzióját használták Fabiákban, SEAT Arosákban és Volkswagen Lupókban is.
A kocsi kizárólag ötsebességes manuális sebességváltóval készült és elsőkerék-meghajtású volt.

### Motorok és teljesítmény
| Autó / motor        | Lökettérfogat, üzemanyagellátás, motorvezérlés, kibocsátás-szabályzás                                          | Max. teljesítmény @ fordulatszám | Max. nyomaték @ fordulatszám | Év                      |
| Benzinmotorok (135) | Benzinmotorok (135)                                                                                            | Benzinmotorok (135)              | Benzinmotorok (135)          | Benzinmotorok (135)     |
| ------------------- | --- | -------------------------------- | ---------------------------- | ----------------------- |
| 135 / 1,3 43        | 1289 cm³, Pierburg karburátor                                                                                  | 58 lóerő (43 kW) @ 5000          | 93 Nm @ 3000-3250            | 1989 jan. – 1995 júl.   |
| 135 / 1,3 42        | 1289 cm³, Pierburg karburátor szabályozatlan katalizátor                                                       | 56 lóerő (42 kW) @ 5000          | 93 Nm @ 3000-3250            | 1991 jan. – 1993 dec.   |
| 135 / 1,3 40        | 1289 cm³, Pierburg karburátor Pierburg Ecotronic, szabályozott katalizátor                                     | 54 lóerő (40 kW) @ 5000          | 93 Nm @ 3000-3250            | 1990 okt. – 1992 dec.   |
| 135I / 1,3 40       | 1289 cm³, egypontos üzemanyag-befecskendezés Bosch Mono-Motronic motorvezérlő egység, szabályozott katalizátor | 54 lóerő (40 kW) @ 5000          | 93 Nm @ 3000-3250            | 1993 jan. – 1995 júl.   |
| Benzinmotorok (136) | |                                  |                              |                         |
| 136 / 1,3 46        | 1289 cm³, karburátor                                                                                           | 62 lóerő (46 kW) @ 5000          | 100 Nm @ 3000-3750           | 1987 aug. – 1991 júl.   |
| 136X / 1,3 50       | 1289 cm³, karburátor                                                                                           | 67 lóerő (50 kW) @ 5000          | 100 Nm @ 3000-3750           | 1993 máj. – 1994 szept. |
| 136I / 1,3 50       | 1289 cm³, egypontos üzemanyag-befecskendezés Bosch Mono-Motronic motorvezérlő egység, szabályozott katalizátor | 67 lóerő (50 kW) @ 5000          | 100 Nm @ 3000-3750           | 1993 jan.– 1995 júl.    |

## Motorsport

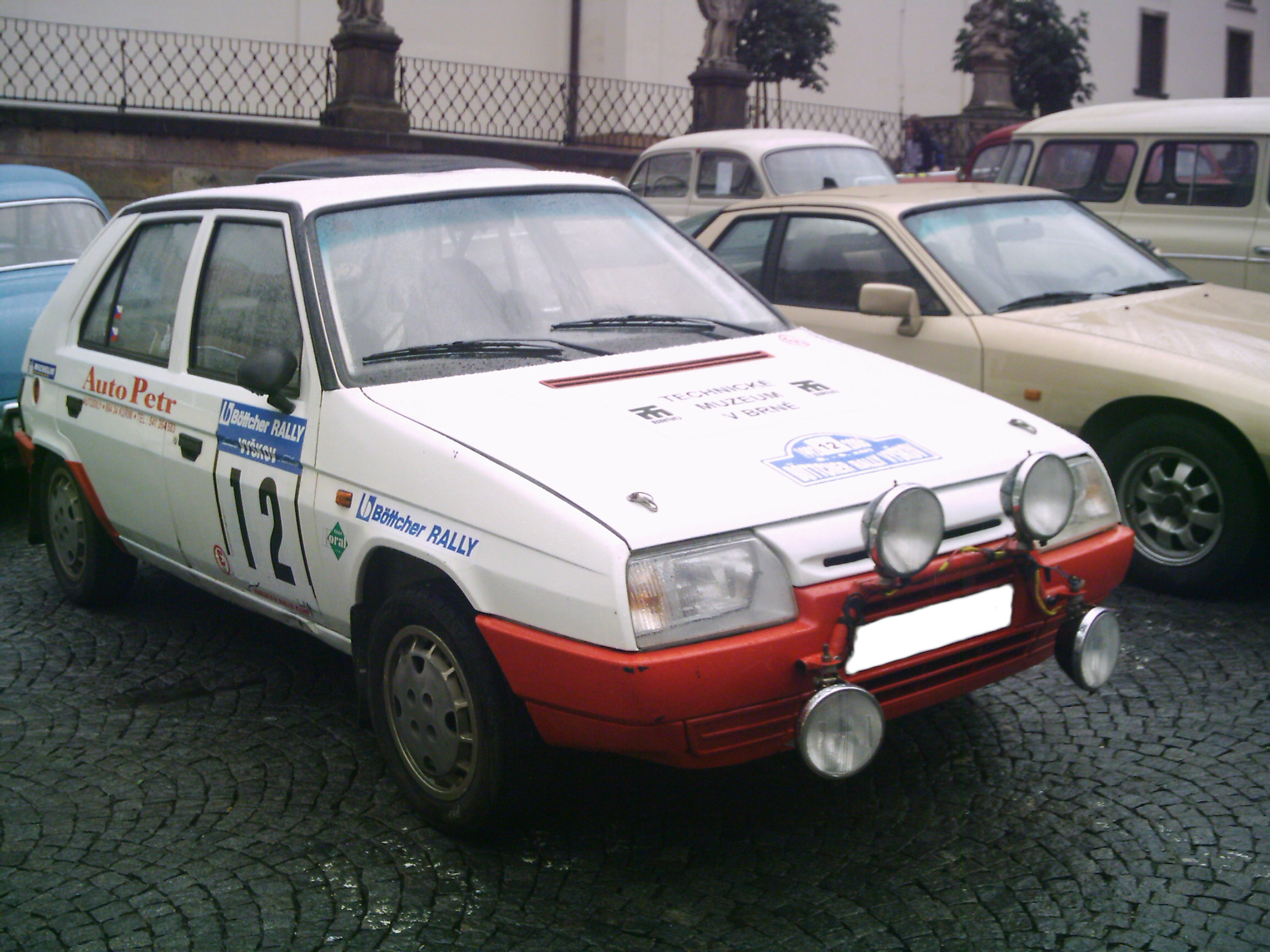
Egy nem gyári építésű, ralira felkészített Škoda Favorit

A Škoda Motorsport a gyári Favorittal az 1994-es FIA Eali-világbajnokságon 43 ponttal megnyerte a 2 literes kategóriában a gyártók versenyét annak ellenére, hogy az autónak mindössze 1,3 literes motorja volt. Olyan gyártókat utasított maga mögé, mint a Ford, a Citroën (AX Sport), a Peugeot (205 Rallye és 205 GTI), a Fiat (Cinquecento), a Renault, a Rover (Mini Cooper), a Suzuki (Swift GTI), a Daihatsu (Charade 1.3i), a Lada és a Trabant (P 601). Pavel Sibera kétszer is a legjobb tíz közé vezette összetettben a Favoritot, csakúgy, mint csapattársa, Emil Triner, aki 9. lett összetettben az Akropolisz-ralin és 8. a Spanyol ralin.
A kocsiból készült néhány 1,6 literes, felülszelepelt (OHV) motorral szerelt prototípus is.

## Galéria

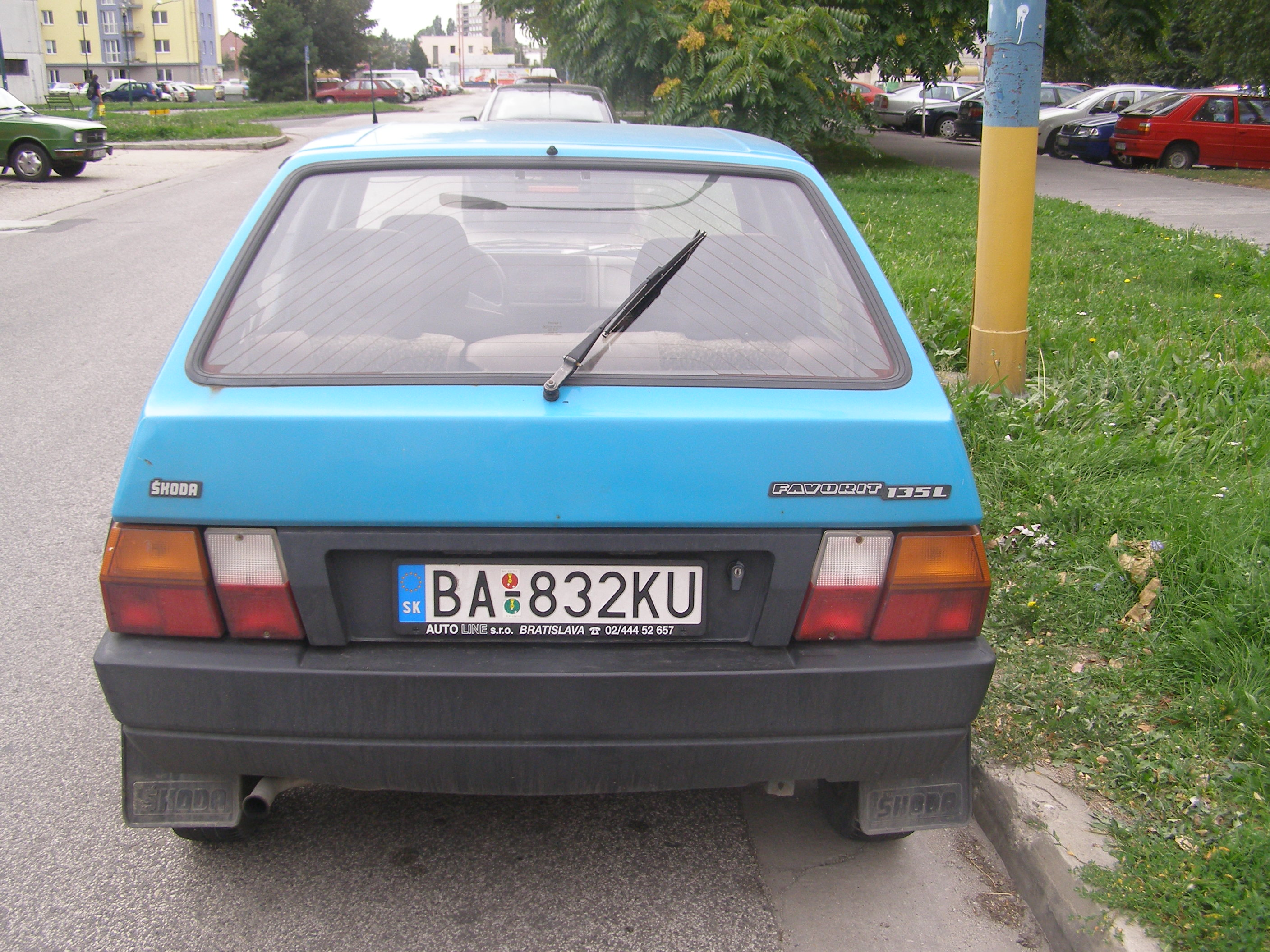
A Škoda Favorit 135 L hátulja
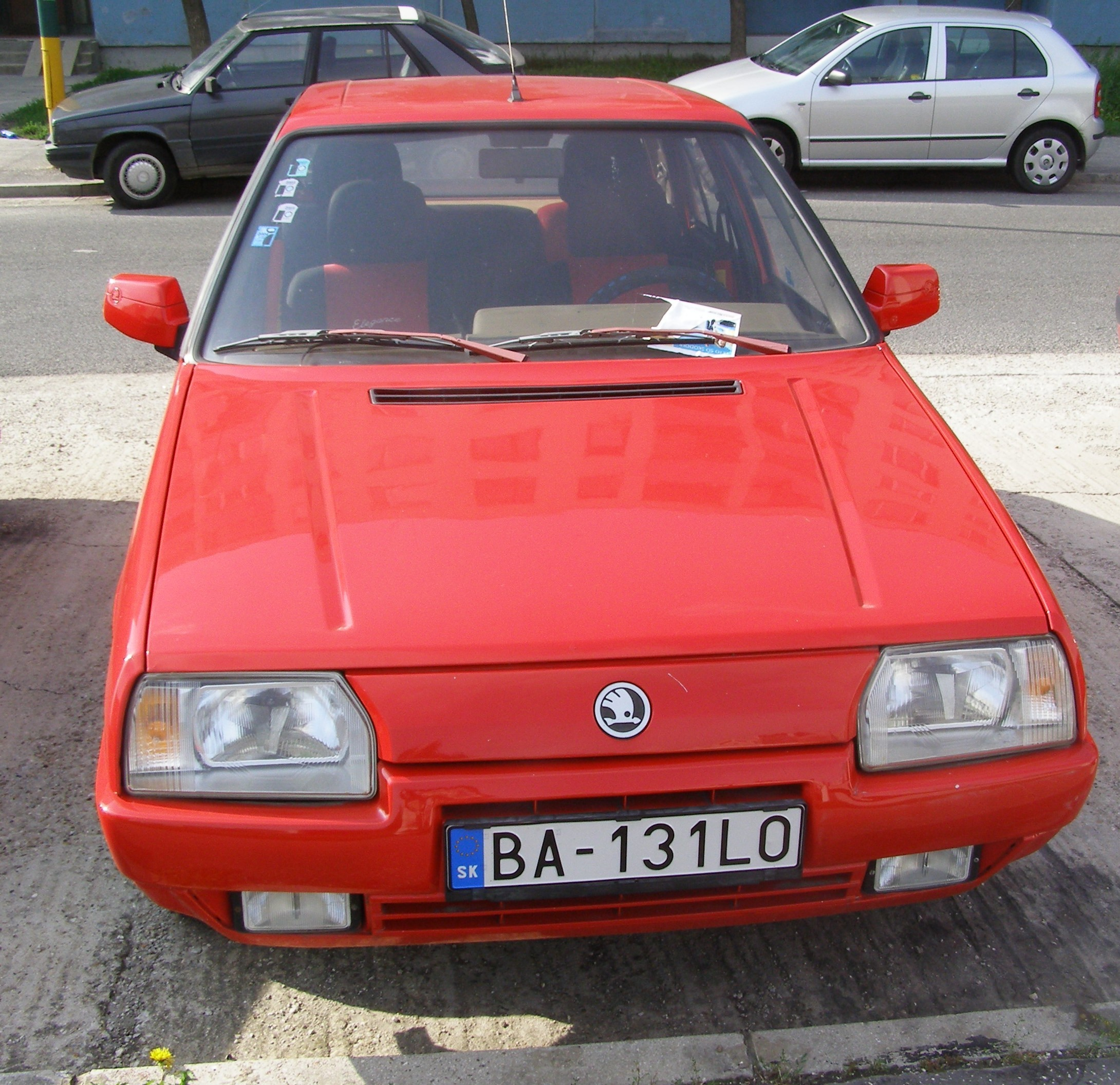
A Škoda Favorit 135 LS eleje
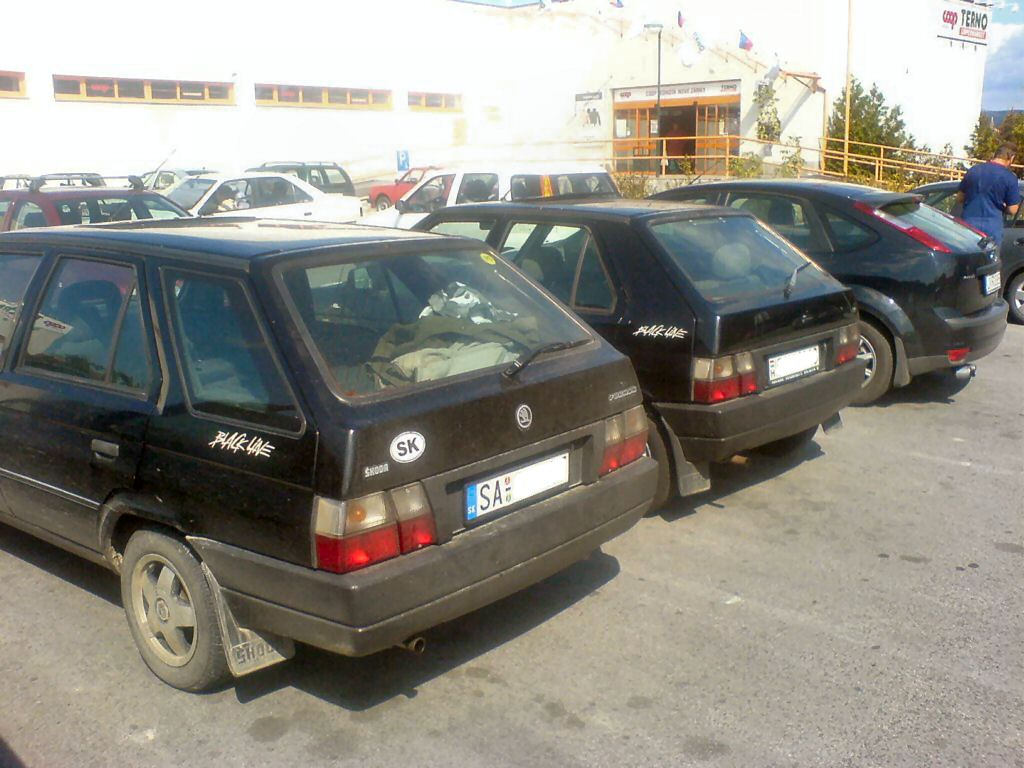
A Škoda Forman és Favorit "Black Line" hátulja
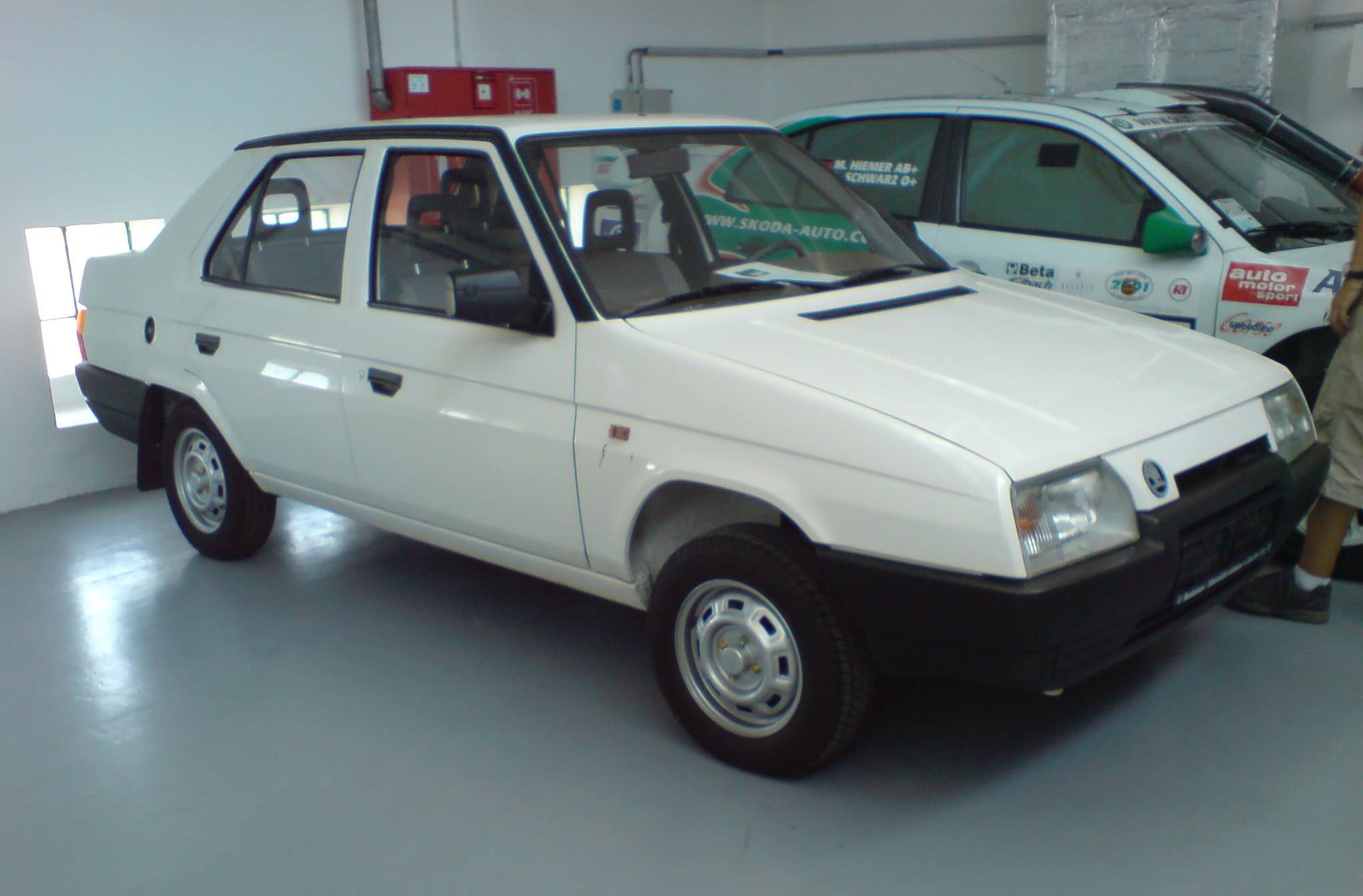
Škoda Favorit Sedan, csak két prototípus készült belőle
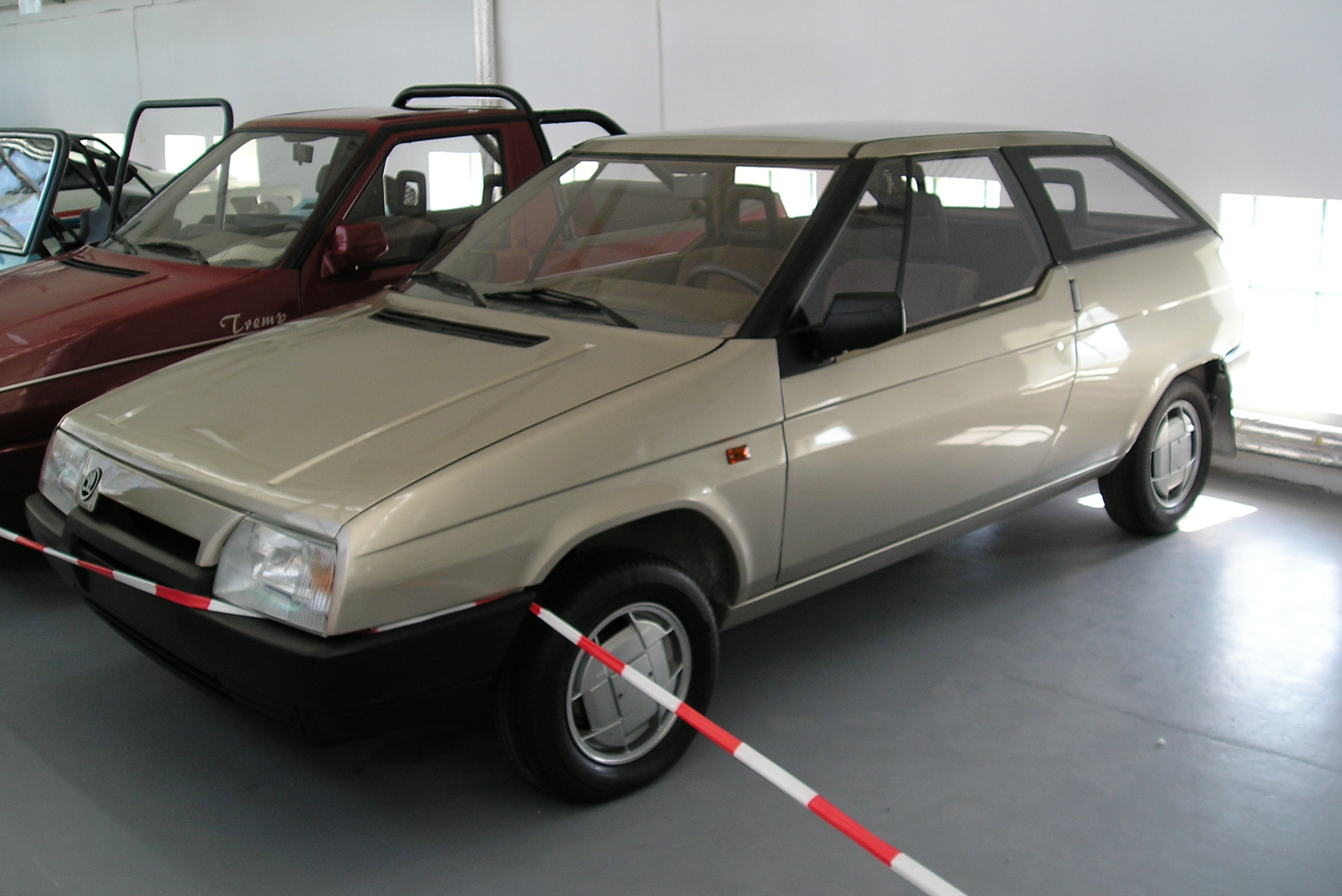
Škoda Favorit Coupé, szintén csak prototípusként létezik